# Österreichischer Volleyball-Cup 2018/19 (Männer)
Der Österreichische Volleyball-Cup der Männer wird in der Saison 2018/19 vom Österreichischen Volleyballverband zum 39. Mal ausgespielt und begann am 30. September 2018 mit der ersten Runde und endete am 23. Februar 2019 mit dem Finale. Der Pokal ging an den UVC Graz II.

## Teilnehmende Mannschaften
Für den österreichischen Volleyball-Cup haben sich anhand der Teilnahme der Ligen der Saison 2018/19 folgende 25 Mannschaften, die nach der Saisonplatzierung der Austrian Volley League 2017/18, der 2. Bundesliga Nord 2017/18 und der 2. Bundesliga Süd 2017/18 geordnet sind, qualifiziert. Teams, die als durchgestrichen gekennzeichnet sind, nahmen am Wettbewerb aus diversen Gründen nicht am Wettbewerb teil oder sind die erste Mannschaften und spielten daher nicht um den Pokal mit. Weiters konnten noch der Landescupsieger, der Landesmeister oder deren Vertreter der Saison 2017/18 teilnehmen.
| Austrian Volley League (3) | 2. Bundesliga Meisterrunde (8) |
| --- | --- |
| - SK Aich/Dob (K) (M) - SG Union Waldviertel (NÖ) - SG VCA Amstetten NÖ (NÖ) - UVC Graz (ST) - VBK Klagenfurt (K) - VBC Weiz (ST) - UVC Ried im Innkreis (OÖ)                    | - Union VBC Steyr (OÖ) - Hypo Tirol Volleyballteam (T) - hotVolleys Wien (W) - Sportunion St. Pölten (NÖ) - SSV HIB Liebenau (ST) - VC Hausmannstätten (ST) - VCU Wiener Neustadt (NÖ) - SK Aich/Dob II (K) |
| Frühjahrsdurchgang | |
| 2. Bundesliga Nord (5) | 2. Bundesliga Süd (5) |
| - PSV VBG Salzburg (S) - SG Supervolley OÖ (OÖ) - VCA Amstetten NÖ II (NÖ) (C) - TV Oberndorf (S) - VC Wolfurt (V) - TI-volley (T)                                               | - UVC Graz II (ST) - TSV Hartberg (ST) - SG Volleyteam Roadrunners (W) - VC Voitsberg (ST) - VBC Weiz II (ST) - VC Gratwein (ST)                                                                            |
| Landescupsieger und Landesmeister (4) | |
| - VC Mils (T) - SV MusGym Salzburg (S) | - TJ Sokol Wien V (W) - WAT Tigers Sport (W) |
| Erläuterungen Länderkürzel: (B): Burgenland, (K): Kärnten, (OÖ): Oberösterreich, (NÖ): Niederösterreich, (S): Salzburg, (ST): Steiermark, (T): Tirol, (W): Wien, (V): Vorarlberg | |

| (M) | amtierender Meister      |
| (C) | amtierender Cupsieger    |
| (N) | Neuaufsteiger der Saison |

## Turnierverlauf

### Vorrunde
| Datum             | Team 1                | Team 2              | Ergebnis                                |
| ----------------- | --------------------- | ------------------- | --------------------------------------- |
| 30.09.2018, 16:00 | VC Wolfurt            | VC Mils             | 0:3 (22:25, 19:25, 23:25)               |
| 07.10.2018, 11:30 | Sportunion St. Pölten | TJ Sokol Wien V     | 3:2 (25:17, 25:16, 22:25, 28:30, 15:8)  |
| 07.10.2018, 16:00 | VCU Wiener Neustadt   | SG Supervolley OÖ   | 3:2 (25:15, 23:25, 23:25, 25:17, 15:13) |
| 07.10.2018, 17:00 | PSV VBG Salzburg      | UVC Ried/Innkreis   | 0:3 (14:25, 19:25, 13:25)               |
| 07.10.2018, 17:00 | hotVolleys Wien       | VCA Amstetten NÖ II | 1:3 (10:25, 28:26, 22:25, 15:25)        |
| 07.10.2018, 17:30 | SSV HIB Liebenau      | UVC Graz II         | 1:3 (16:25, 25:20, 21:25, 11:25)        |
| 07.10.2018, 17:30 | VC Hausmannstätten    | TSV Hartberg        | 0:3 (23:25, 24:26, 27:29)               |
| 07.10.2018, 18:00 | VBK Klagenfurt        | SK Aich/Dob II      | 3:0 (25:20, 25:17, 25:23)               |
| 07.10.2018, 19:00 | TV Oberndorf          | SV MusGym Salzburg  | 3:0 (25:19, 25:13, 30:28)               |

### Achtelfinale
Folgende sieben Vereine stiegen in das Achtelfinale ein (keine genauen Informationen):
SG Volleyteam Roadrunners, Union VBC Steyr, Hypo Tirol Volleyballteam, VC Voitsberg, SG Waldviertel, WAT Tigers Sport und VBC Weiz II.
| Datum             | Team 1                    | Team 2                    | Ergebnis                               |
| ----------------- | ------------------------- | ------------------------- | -------------------------------------- |
| 21.10.2018, 14:30 | WAT Tigers Sport          | Hypo Tirol Volleyballteam | 3:2 (25:21, 21:25, 20:25, 26:24, 15:9) |
| 21.10.2018, 15:00 | VCU Wiener Neustadt       | VBC Weiz II               | 1:3 (25:22, 15:25, 15:25, 14:25)       |
| 21.10.2018, 15:30 | VC Mils                   | UVC Ried im Innkreis      | 0:3 (22:25, 24:26, 18:25)              |
| 21.10.2018, 17:00 | SG Volleyteam Roadrunners | VCA Amstetten NÖ II       | 2:3 (25:17, 26:24, 20:25, 21:25, 9:15) |
| 21.10.2018, 17:30 | Union VBC Steyr           | UVC Graz II               | 0:3 (11:25, 18:25, 20:25)              |
| 21.10.2018, 18:00 | TV Oberndorf              | VBK Klagenfurt            | 0:3 (15:25, 15:25, 14:25)              |
| 21.10.2018, 18:30 | Sportunion St. Pölten     | SG Waldviertel            | 3:1 (25:18, 19:25, 25:18, 25:18)       |
| 21.10.2018, 19:00 | VC Voitsberg              | TSV Hartberg              | 1:3 (22:25, 25:22, 19:25, 24:26)       |

### Viertelfinale
| Datum             | Team 1              | Team 2                | Ergebnis                         |
| ----------------- | ------------------- | --------------------- | -------------------------------- |
| 04.11.2018, 13:00 | UVC Graz II         | UVC Ried im Innkreis  | 3:1 (25:17, 25:20, 18:25, 27:25) |
| 18.11.2018, 14:30 | WAT Tigers Sport    | VBC Weiz II           | 1:3 (15:25, 18:25, 25:20, 19:25) |
| 18.11.2018, 16:00 | VCA Amstetten NÖ II | VBK Klagenfurt        | 3:0 (25:22, 25:21, 25:21)        |
| 18.11.2018, 17:00 | TSV Hartberg        | Sportunion St. Pölten | 1:3 (25:19, 19:25, 20:25, 19:25) |

### Halbfinale
| Datum             | Team 1                | Team 2              | Ergebnis                         |
| ----------------- | --------------------- | ------------------- | -------------------------------- |
| 22.02.2019, 18:00 | VBC Weiz II           | UVC Graz II         | 0:3 (15:25, 17:25, 16:25)        |
| 22.02.2019, 14:00 | Sportunion St. Pölten | VCA Amstetten NÖ II | 1:3 (25:21, 20:25, 24:26, 18:25) |

### Finale
| Datum             | Team 1      | Team 2              | Ergebnis                  |
| ----------------- | ----------- | ------------------- | ------------------------- |
| 23.02.2019, 20:25 | UVC Graz II | VCA Amstetten NÖ II | 3:0 (25:18, 25:22, 25:21) |